# Zwei (együttes)
A Zwei (ヅヴァイ) japán hangszeres lányegyüttes.

## Diszkográfia

### Kislemezek
|     | Megjelenés          | Cím                   | Katalógusszám | Oricon |
| --- | ------------------- | --------------------- | ------------- | ------ |
| 1.  | 2004 május 26.      | Movie Star            | VPCC–82177    | 98     |
| 2.  | 2004. július 22.    | Vatasigai no uta      | VPCC–82178    | 89     |
| 3.  | 2005. március 23.   | Hikari                | VPCC–82194    | 97     |
| 4.  | 2005. július 21.    | Dragon                | VPCC–82197    | 97     |
| 5.  | 2005. november 16.  | Fake Face/Siroi macsi | VPCC–82201    | 80     |
| 6.  | 2007. június 20.    | 1 + 1 = 2             | UPCH–5470     | 160    |
| 7.  | 2008. június 11.    | Distance              | UPCH–5539     | 200    |
| 8.  | 2010. augusztus 4.  | Kojubi no Paradox     | VGCD–1059     | 188    |
| 9.  | 2011. június 22.    | Kaze no szenricu      | FVCG–1157     | —      |
| 10. | 2012. január 25.    | Inanna no mita jume   | YZPB–5001     | 116    |
| 11. | 2012. június 27.    | Kakucsó Place         | SVWC–7858     | 49     |
| 12. | 2012. november 21.  | Dzsundzsó Spectra     | SVWC–7910     | 33     |
| 13. | 2013. július 24.    | Heading for Tomorrow  | FVCG–1253     | —      |
| 14. | 2014. június 25.    | Jakusoku no Augment   | FVCG–1303     | 126    |
| 15. | 2015. január 28.    | Eigó sinri no Fermata | FVCG–1333     | —      |
| 16. | 2015. november 25.  | Lyra                  | FVCG–1355     | 123    |
| 17. | 2016. november 30.  | My Own Life           | FVCG–1403     | —      |
| 17. | 2017. június 21.    | Ley Line              | USSW–0042     | —      |
| 18. | 2017. november 8.   | Szúkinaru Factor      | USSW–0063     | 181    |
| 19. | 2017. április 25.   | Last Game             | USSW–0093     | 81     |
| 20. | 2018. december 26.  | Avant Story           | USSW–0136     | —      |
| 21. | 2019. április 17.   | Aoki honó             | USSW–0181     | —      |
| 22. | 2020. szeptember 5. | The Way               | FPBD–0597     | —      |
| 23. | 2020. december 29.  | For Share!            |               | —      |

### Egyéb kislemezek
1. A White Town (iTunes Christmas Mix) (2005, iTunes exklúzív kislemez)[15]
2. Lavender no dzsunzen/Mephistopheles no mokusi/Eien no mukó (2010, split lemez Katakiri Rekkával és Ayanéval)[16]

### Stúdióalbumok
|    | Megjelenés           | Cím          | Katalógusszám                             | Oricon |
| -- | -------------------- | ------------ | ----------------------------------------- | ------ |
| 1. | 2004. október 14.    | Pretty Queen | VPCC–81494 (limitált) VPCC–81495 (normál) | 30     |
| 2. | 2005. december 21.   | Z            | VPCC–81532                                | 99     |
| 3. | 2013. április 24.    | Re:Set       | FVCG–1231 (limitált) FVCG–1232 (normál)   | 155    |
| 4. | 2015. augusztus 26.  | Neo Masque   | FVCG–1348                                 | —      |
| 5. | 2019. szeptember 25. | Ai sinkanai  | USSW–0204                                 | —      |

### Videók
|    | Megjelenés        | Cím             | Katalógusszám | Oricon |
| -- | ----------------- | --------------- | ------------- | ------ |
| 1. | 2006. február 22. | Zwei in the Box | VPBQ–19028    | —      |